# Erlenbach im Simmental
Erlenbach im Simmental je obec v okrese Frutigen-Niedersimmental v kantonu Bern ve Švýcarsku. Žije zde přibližně 1 700 obyvatel.

## Geografie
Erlenbach im Simmental se nachází v  pohoří Berner Oberland v Alpách na řece Simme. Sousedními obcemi ve směru hodinových ručiček od severu jsou Stocken-Höfen, Reutigen, Wimmis, Diemtigen a Därstetten.
V obci se nacházejí dvě malé vodní nádrže, jezera Oberstocken a Hinterstocken. K Erlenbachu patří také zemědělské obce Latterbach a Ringoldingen.

## Historie

Letecký pohled (1967)

Od roku 1133 jsou doloženi baroni z Erlenbachu, jejichž panství pravděpodobně přešlo dědictvím na barony z Weissenburgu a v roce 1368 na barony z Brandisu. Od 14. století se v Erlenbachu sdružovala zemská společenství Erlenbach, Diemtigen, Weissenburg a Wimmis. V letech 1393 a 1429/1445 si sedláci vykoupili svobodu od daní a nevolnictví. Poté, co město Bern získalo v roce 1439 panství a soudy, potvrdilo zemanům jejich zemská práva (kodifikace v roce 1649). Erlenbach byl následně podřízen správnímu obvodu Niedersimmental a v letech 1798–1803 patřil k helvétskému kantonu Oberland.
Od 70. let 20. století se nad obcí Erlenbach a především v Latterbachu v blízkosti dálničního sjezdu Wimmis, kde dnes žije asi třetina obyvatel Erlenbachu, stavěly obytné domy. V domě Agensteinhaus v Erlenbachu, postaveném v roce 1766, sídlí od roku 1987 muzeum spolku Alte Landschaft Niedersimmental.

## Obyvatelstvo

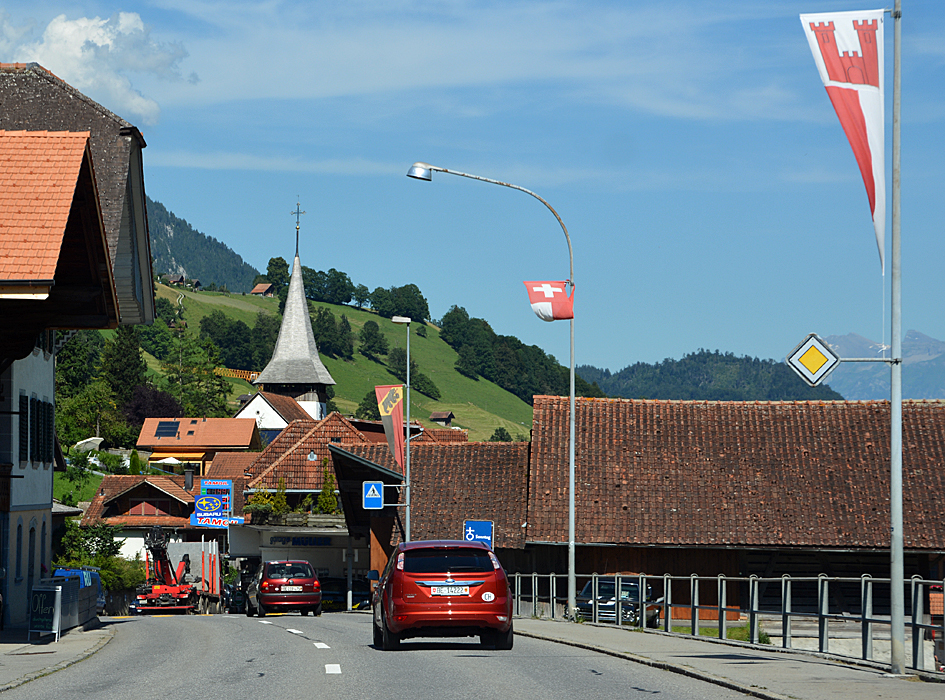
Centrum obce

| Vývoj počtu obyvatel | Vývoj počtu obyvatel | Vývoj počtu obyvatel | Vývoj počtu obyvatel | Vývoj počtu obyvatel | Vývoj počtu obyvatel | Vývoj počtu obyvatel | Vývoj počtu obyvatel | Vývoj počtu obyvatel | Vývoj počtu obyvatel | Vývoj počtu obyvatel | Vývoj počtu obyvatel | Vývoj počtu obyvatel | Vývoj počtu obyvatel | Vývoj počtu obyvatel | Vývoj počtu obyvatel | Vývoj počtu obyvatel | Vývoj počtu obyvatel | Vývoj počtu obyvatel |
| -------------------- | -------------------- | -------------------- | -------------------- | -------------------- | -------------------- | -------------------- | -------------------- | -------------------- | -------------------- | -------------------- | -------------------- | -------------------- | -------------------- | -------------------- | -------------------- | -------------------- | -------------------- | -------------------- |
| Rok                  | 1764                 | 1850                 | 1860                 | 1870                 | 1880                 | 1888                 | 1900                 | 1910                 | 1920                 | 1930                 | 1941                 | 1950                 | 1960                 | 1970                 | 1980                 | 1990                 | 2000                 | 2010                 |
| Počet obyvatel       | 682                  | 1370                 | 1369                 | 1437                 | 1501                 | 1386                 | 1518                 | 1298                 | 1382                 | 1301                 | 1388                 | 1475                 | 1471                 | 1436                 | 1459                 | 1668                 | 1802                 | 1686                 |

## Hospodářství
V 16. století se zemědělci díky bezpečnému odbytu obilí přeorientovali na chov dobytka v údolí, na hospodaření na lukách a alpských pastvinách. Vznikl velký trh pro odběratele dobytka, mimo jiné i z Itálie. Vývoz dobytka, koní a sýrů přinesl prosperitu a vysvětluje honosné domy (některé postavené po požáru obce v roce 1765). Se silnicí údolím Simmental (19. století) a železnicí Spiez–Zweisimmen (1902) se rozvinuly nejrůznější drobné podniky ve vesnicích u silnice Latterbach, Ringoldingen a v Erlenbachu a větší podniky (stavebnictví, dřevařství, výroba strojů/zařízení, simentálské elektrárny) na dně údolí. Později následovala celoroční a výletní turistika (lanovka Stockhorn, lyžařský vlek v roce 1969). Zemědělci z horní části údolí se živí chovem skotu (simentálský skot), vysokohorským zemědělstvím a lesnictvím; z některých zemědělských usedlostí se díky migraci staly rekreační domy.

## Doprava
Erlenbach má dvě železniční stanice (Ringoldingen a Erlenbach na trati BLS AG Spiez–Zweisimmen) a je dobře dostupný veřejnou dopravou. Vlaky RegioExpress zastavují na nádraží Erlenbach.

## Osobnosti
- Jakob Ammann (1644–asi 1730), mennonitský kazatel, pocházel z Erlenbachu